# Schüco Arena

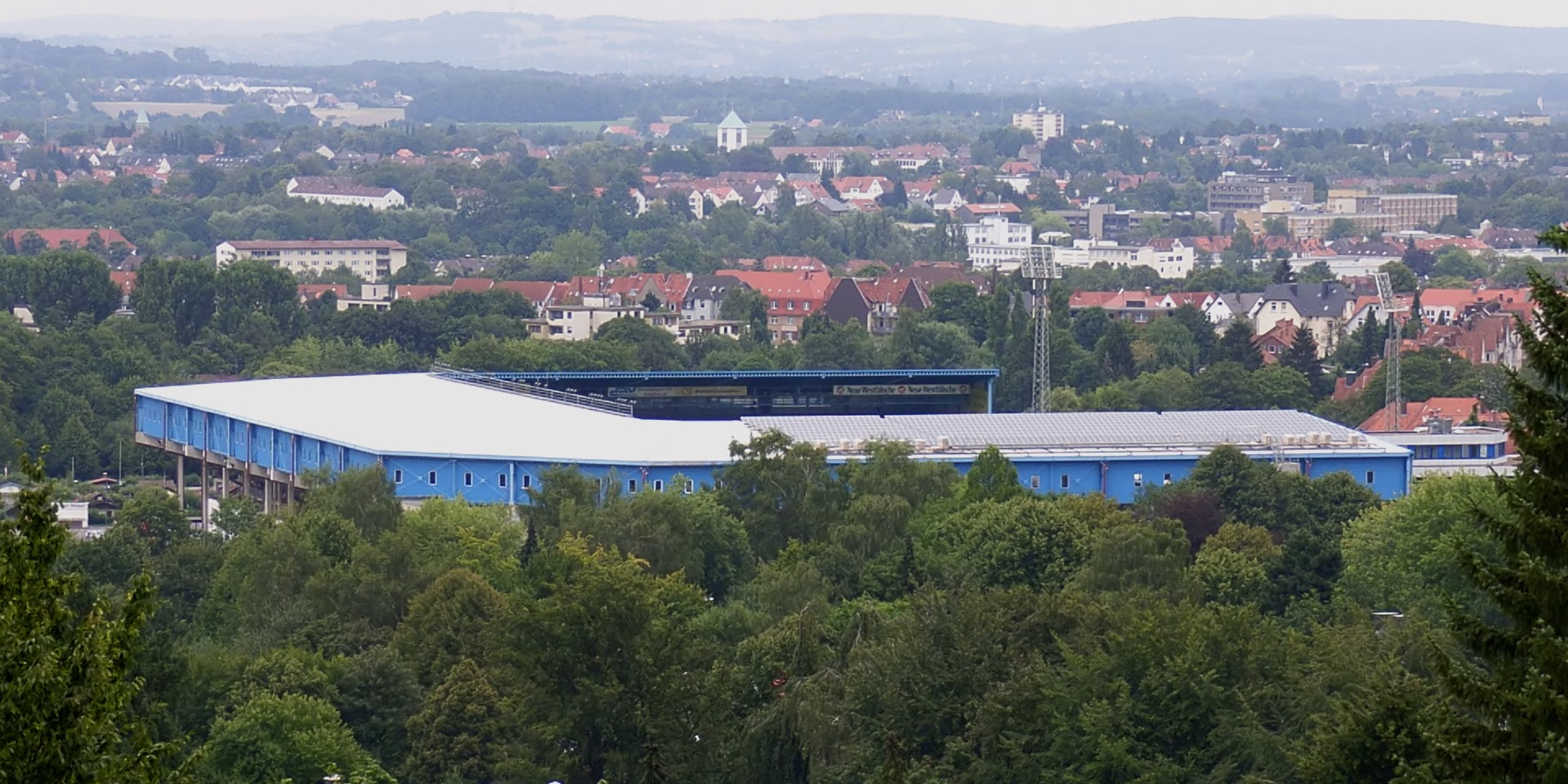

Schüco Arena, tidigare Alm, tysk fotbollsarena i Bielefeld
Schüco Arena hette tidigare Alm och detta namn används fortfarande av många. Det nya namnet är ett sponsorsnamn och togs efter en omfattande renovering av arenan. Arenan är hemmaplan för Arminia Bielefeld sedan 1920-talet.